# Eisenbahnunfall von Kipton

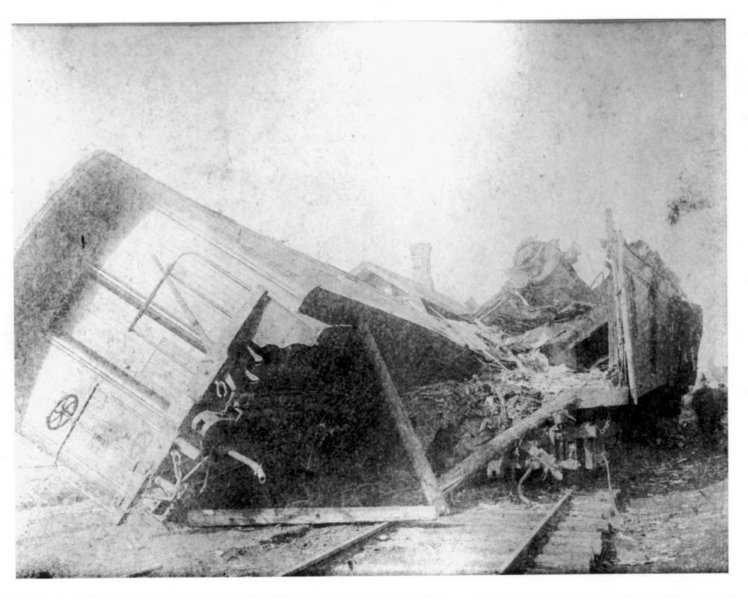
Die hölzernen Postwagen boten den darin arbeitenden Postbediensteten bei einem Zusammenstoß wenig Schutz

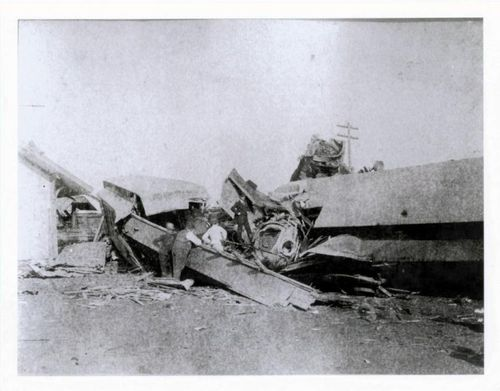
Überreste des Frontalzusammenstoßes

Der Eisenbahnunfall von Kipton war der Frontalzusammenstoß des Toledo-Express und des Postzuges Nr. 14 der Lake Shore and Michigan Southern Railroad in Kipton, Ohio, am 18. April 1891. Neun Menschen starben. In der Folge des Unfalls wurde die Uhrzeit bei den US-amerikanischen Eisenbahnen weiter standardisiert.

## Ausgangslage
Der Bahnhof von Kipton lag an der eingleisigen Strecke der Toledo, Norwalk and Cleveland Railroad, deren Zugsicherung durch Timetable and Train Order, eine spezielle Form des Fahrens im Zeitabstand, gesichert wurde. Die Strecke wurde 1975 stillgelegt.
Der Toledo-Express führte fünf Personen- und zwei Gepäckwagen, der Postzug drei mit Personal besetzte Bahnpostwagen und zwei Salonwagen. Die Fahrzeuge hatten – das war damals üblich – hölzerne Aufbauten, die bei einer Kollision wenig Schutz boten.
Der Toledo-Express und der Postzug waren auf der Strecke in entgegengesetzter Fahrtrichtung aufeinander zu unterwegs. Die Lokomotivführer konnten sich erst relativ spät sehen, da Güterwagen und das Empfangsgebäude des Bahnhofs selbst die Sicht behinderten. Aufgrund der Fahrzeiten der Züge entschied das Lokomotivpersonal, wo eine Zugkreuzung stattfinden sollte. Das war aufgrund der Durchfahrtszeit des ersten passierenden Zuges im Bahnhof Kipton zu entscheiden. Der Lokomotivführer las die Uhrzeit dafür auf seiner Taschenuhr ab.

## Unfallhergang
Aufgrund der auf seiner Taschenuhr abgelesenen Zeit entschied der Lokomotivführer des Toledo-Express, dass er bis zur nächsten Kreuzungsstelle weiter fahren könne. Allerdings ging seine Uhr, was er nicht wusste, um vier Minuten nach. Das führte dazu, dass die beiden Züge noch im Bahnhof Kipton frontal zusammen stießen.
Zwei der Bahnpostwagen zersplitterten bei dem Aufprall vollständig, der dritte kippte um und wurde gegen das Empfangsgebäude geschleudert. Das Bruchstück einer der kollidierenden Lokomotiven durchschlug das Dach des benachbarten Bahnbetriebswerks. Die Lokomotive des Postzugs lag nach dem Unfall auf der des Personenzugs.

## Folgen
Neun Menschen starben, davon sechs Mitarbeiter der Post und der Lokomotivführer und der Heizer auf einer der Lokomotiven. Der Sachschaden war erheblich.
In der Folge wurde ein striktes Kontrollsystem für alle im Eisenbahnbetrieb verwendeten Uhren eingeführt: Sie mussten eine Genauigkeit aufweisen, die innerhalb einer Woche bei einer Abweichung von weniger als 30 Sekunden lag. Jede dieser Uhren benötigte ein entsprechendes Zertifikat, das alle sechs Monate zu erneuern war. Reisende Inspektoren überwachten die Einhaltung der Regeln monatlich. Die Träger der Uhren waren verpflichtet, sie immer bei sich zu tragen und so aufzubewahren, dass äußere Einflüsse, etwa Temperaturschwankungen, die den Lauf der Uhren beeinflussen konnten, ausgeschlossen waren.
Das amerikanische Eisenbahnamt beauftragte den Uhrmacher Webster Clay Ball als „Chief Time Inspector“, zuverlässige Kontrollsysteme und Qualitätsstandards für im Eisenbahnbetrieb eingesetzte Uhren zu entwickeln. Ab 1892 produzierte die Hamilton Watch Company solch präzis laufende „Eisenbahner-Uhren“, die „Ball Railroad Watch“.